# Кризис FIA—FOTA
Кризис FIA—FOTA — политический кризис вокруг изменений регламента проведения чемпионата Формулы-1, развернувшийся между руководством Международной автомобильной федерации и командами-участницами чемпионата Формулы-1 в лице Ассоциации команд Формулы-1. Основным камнем преткновения в конфликте стало предложение руководства FIA об ограничении бюджетов команд-участниц чемпионата начиная с сезона 2010 года, которое натолкнулось на серьёзное сопротивление самих команд, выступавших за постепенное снижение расходов. В ходе противостояния из числа членов Ассоциации команд Формулы-1 были исключены команды Вильямс и Force India. Кризис завершился принятием компромиссного варианта регламента на сезон 2010 года.

## Предыстория кризиса
Ещё до начала кризиса в Формуле-1 произошло условное деление команд на топ-команды (главных претендентов на победы в гонках), середняков (стабильно зарабатывающих очки) и аутсайдеров (зарабатывающих очки от случая к случаю или остающихся без очков вообще). При этом как правило в число топ-команд входили те команды, чьи бюджеты составляли сотни миллионов долларов год, что позволяло им вкладывать огромные суммы в разработку и тестирование болидов, что в некоторой степени ослабляло интригу в чемпионате.
Первоначально FIA пыталась снижать расходы команд путём изменения регламента (унификация электронных блоков, ограничения на количество используемых двигателей, запрет на доработку двигателей в ходе сезона и т. п.). Целью таких нововведений было предоставление возможности частным командам конкурентоспособно выступать в чемпионате Формулы-1. Но, несмотря на это, бюджеты команд продолжали расти.

## Позиция FIA
Первые предложения по введению ограничения на бюджет команд были озвучены командой Хонда в 2008 году. и были поддержаны президентом FIA Максом Мосли. 17 марта 2009 года Всемирный совет по автоспорту одобрил предложения по изменению регламента. В этих изменениях командам-участницам предлагалось сделать выбор между двумя вариантами организации своей деятельности: ограничение бюджета с одновременным получением некоторых послаблений технического регламента и возможностью неограниченно расходовать финансовые средства на разработку и тестирование болидов, но в условиях жесткого регламента. Такое предложение встретило серьёзное неодобрение со стороны ассоциации команд Формулы-1, члены которой были против разделения участников чемпионата на две группы, и даже угрожали FIA бойкотом чемпионата мира 2010 года в случае принятия «двойного» регламента. (К бойкоту не присоединилась команда Williams, за что позже её членство в FOTA было приостановлено.)

## Мнения экспертов
Алексей Попов, комментатор:

…потолок бюджетов в том или ином виде должен быть, но с плавным и прогрессивным снижением расходов. А вот двух параллельных регламентов быть не должно.